# Діти кукурудзи (фільм, 2009)
«Діти кукурудзи» (англ. Children of the Corn) — американський фільм жахів 2009 року режисера Дональда П. Боркерса. знятий за однойменним оповіданням Стівена Кінга.

## Сюжет
У пошуках пригод і в спробі урізноманітнити сімейне життя молода пара залишає звичний світ і вирушає в подорож Америкою. Але їм не судилося дістатися до місця призначення — по дорозі трапляється дивна аварія, під колесами автомобіля подружжя виявляють маленького хлопчика. Те, що відбувається починає здаватися чоловікові і дружині страшним сном, тому що вони виявляють на шиї дитини рвану рану, яка говорить про те, що малюка вбили і тільки потім скинули під колеса машини, що рухалася. Берт приймає рішення рухатися в найближчий населений пункт, яким виявляється маленьке містечко Гатлін, з усіх боків оточене кукурудзяними полями. Приїхавши в місто в надії знайти допомогу, пара виявляє, що в цьому дивному місці немає жодної людини старше шістнадцяти років.
Але поки вони намагаються розгадати цю загадку, чарівні дітлахи слідують своїм жахливим планам. Під проводом хлопчика-пророка Ісаака натовп дітей нападає на Вікі і ховає її, бажаючи принести в жертву таємничому богу кукурудзи. І тепер перед Бертом стоїть непросте завдання — вижити за всяку ціну і врятувати свою кохану з лап божевільного натовпу діточок, в яких, схоже, не залишилося нічого людського. Але в пориві битви чоловік з подивом виявляє, що загадкова сила, звана богом, дійсно існує. Як врятуватися, коли на стороні твоїх ворогів знаходиться древнє і кровожерливе Божество?

## У ролях
- Девід Андерс — Берт
- Кендіс МакКлюр — Вікі
- Ремінгтон Дженнінгз — Джозеф
- Деніел Ньюман — Малакай
- Престон Бейлі — Ісаак
- Алекса Ніколас — Рут
- Крейтон Фокс — Пітер
- Пол Батлер-молодший — Наум
- Раян Бертроше — Еймос
- Остін Кубс — Марк
- Домінік Плю — Джейкоб
- Шон Келлі — Девід